# Dorfkirche Lichtenberg

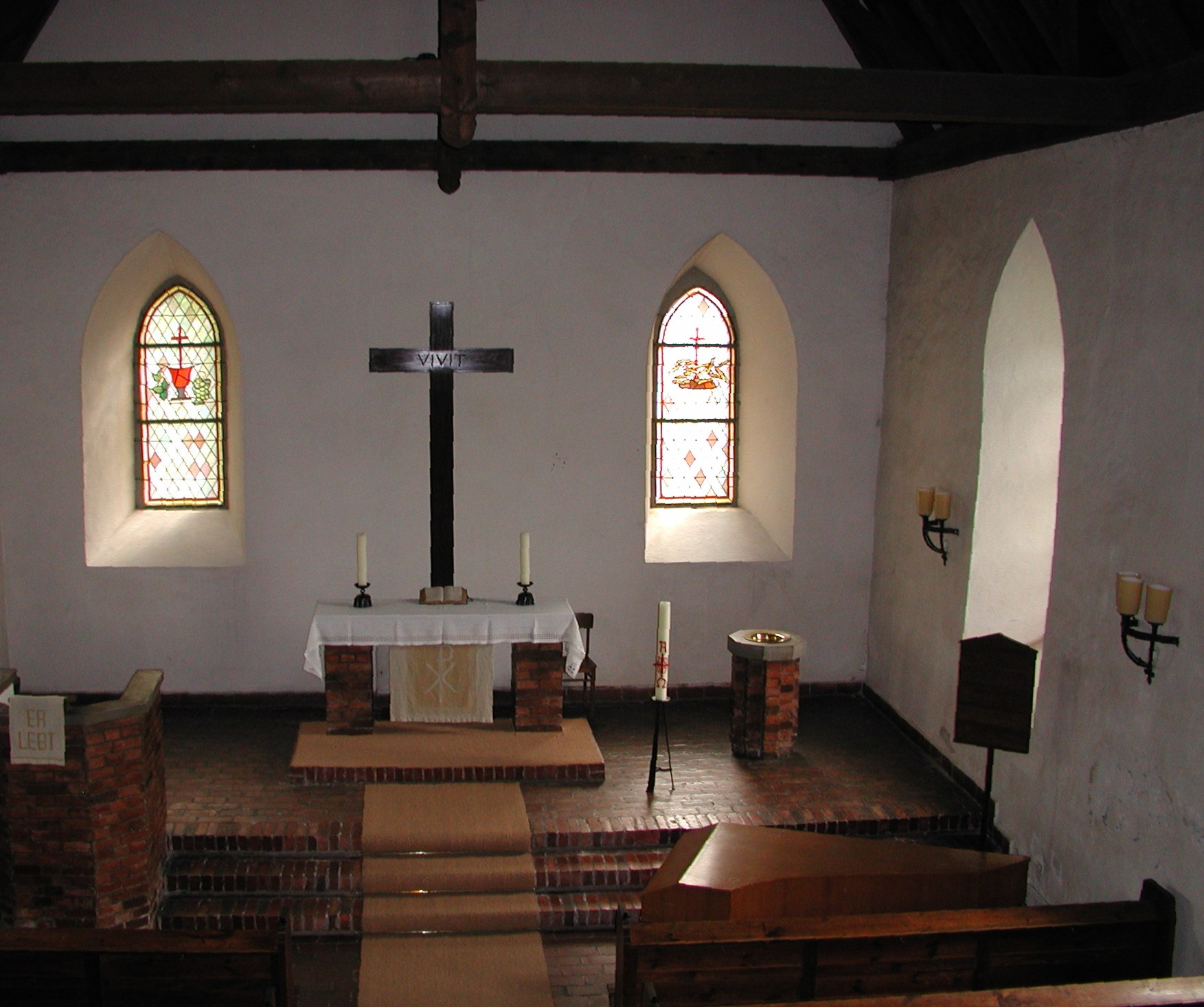
L’interno

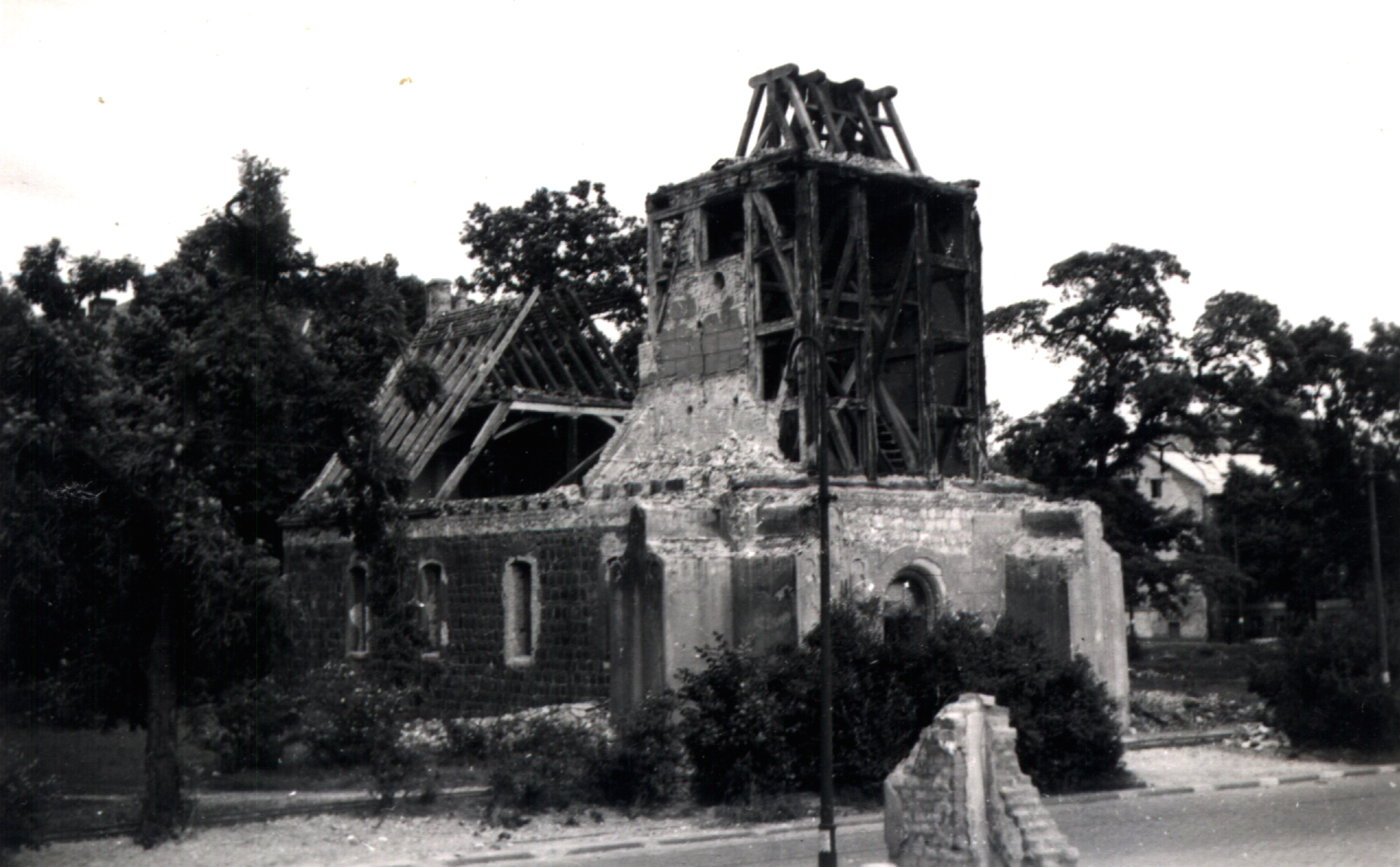
Lo stato della chiesa al termine della seconda guerra mondiale

La Dorfkirche Lichtenberg (letteralmente "chiesa del villaggio di Lichtenberg"), denominata anche Pfarrkirche Lichtenberg (letteralmente "chiesa parrocchiale di Lichtenberg"), è una chiesa luterana di Berlino, posta nel nucleo storico del quartiere di Lichtenberg.
Eretta nella seconda metà del XIII secolo e nei secoli successivi più volte trasformata, è posta sotto tutela monumentale (Denkmalschutz).

## Storia
La chiesa venne eretta nella seconda metà del XIII secolo, con ogni probabilità contemporaneamente alla nascita del villaggio di Lichtenberg.
Nel 1792 sul lato ovest, sopra la facciata, venne costruita una torre sormontata da una lanterna ottagonale in stile barocco.
Nel 1846 l'edificio venne ulteriormente trasformato, ampliando le dimensioni delle finestre e demolendo le volte a crociera d’epoca gotica che coprivano lo spazio interno. L'ingresso, in origine sul lato ovest, venne spostato ad est invertendo l'orientamento generale dell'edificio.
Durante la seconda guerra mondiale la chiesa bruciò, riportando gravi danni. Venne restaurata dal 1950 al 1954 ripristinando le finestre nella forma gotica d'origine. La torre rimase mozza fino al 1966, quando fu completata con un tetto a punta di nuovo disegno, ispirato anch'esso allo stile gotico.

## Caratteristiche
La chiesa, come d'uso nei villaggi della Marca di Brandeburgo, è posta all'interno di uno spazio verde (l'antico Anger); ha pianta rettangolare, con andamento da ovest – dove si apre l'ingresso sormontato da una torre – verso est.
La costruzione, di aspetto complessivamente modesto, è a grandi blocchi di pietra rettangolari; lo spazio interno è una semplice sala coperta da un tetto a capriata.
Gli arredi interni andarono quasi completamente perduti durante la seconda guerra mondiale: di rilievo resta solo un'antica campana, forse risalente all'epoca della costruzione (XIII secolo) o forse successiva (XIV o XV secolo).